# Potrace
Potrace è un software libero che permette di convertire immagini bitmap in grafica vettoriale. Scritto da Peter Selinger, accetta i formati PBM, PGM, PPM e BMP ed esporta in EPS, PostScript, PDF, SVG ed Xfig.
È utilizzato da Inkscape, FontForge e GNU LilyPond.